# Acid alginic
Acidul alginic este o polizaharidă regăsită în peretele celular la algele brune. Este un compus hidrofil și formează o masă vâscoasă prin hidratare. Este un component al biofilmelor produse de unele specii bacteriene, precum Pseudomonas aeruginosa.
Sărurile sale cu metale, precum calciu și sodiu, sunt cunoscute ca alginați. 
Acidul alginic este utilizat medical, de obicei sub formă de gel, singur sau asociat, în tratamentul pirozisului determinat de boala de reflux gastro-esofagian. Este de obicei utilizat sub formă de alginat de sodiu, de calciu sau de magneziu.